# Шуматовачка - Центар за ликовно образовање
Шуматовачка - Центар за ликовно образовање je једна од најстаријих београдских установа културе. Налази се на Врачару, а настала је после Другог светског рата 1948. године на иницијативу ликовних уметника, а под руководством Одељења за културу и уметност града Београда.

## Настанак и визија
Смештена је у некадашњој Школи на ваздуху, коју је 1931. године пројектовао наш познати архитекта Игњат Поповић, истакнути представник ране модерне. Данас је то је установа са потпуном одговорношћу која има статус друштвено-правног лица у којој се, у области културно-образовне делатности, обављају послови од значаја за културу града Београда и шире.
Од настанка Шуматовачка подржава различите врсте уметничких концепција с тежњом да се развије потпуно нова и другачија уметничка сцена Београда у интеродносу с европским и светским ликовним дешавањима, различитим уметничким праксама и читањима али и осталим уметностима као што су архитектура, књижевност, видео, глума, сценске уметности, музика...
Уметничко-образовни програми трају од једног до шест семестара у зависности од програма. Одвијају се кроз редовну теоријско-практичну наставу у форми редовних групних часова и уз индивидуални рад са сваким учесником. Реализују се кроз предавања, вежбе, часове практичне наставе, као и јавне стручне и уметничке презентације. Програми Шуматовачке нису намењени само будућим студентима, који ту стичу своја прва и основна знања неопходна за даље професионално образовање на средњим, вишим и високим уметничко-образовним установама, већ свима који су заинтересовани за упознавање модела креативног мишљења и стварања, као и примену иновативних и критичких решења у свом практичном и теоријском раду.

## Програми
- Уметничко-образовни програми
- Уметничке радионице[4]
- Стари уметнички занати
- Пројекти
- Уметничко-документациона целина
- Галеријско-изложбена целина
- Резиденционални програм
- Ширење културе кроз различите програме и прожимање уметности

## Уметничка колекција Шуматовачке
Као трајни допринос у сарадњи са уметницима који су препознали вредност ове врсте баштине основана је Уметничка колекција Шуматовачке, којој су своја дела до сада донирали: Снежана Арнаутовић, Коста Богдановић, Коста Бунушевац, Јован Чекић, Растко Ћирић, Маја Ћук, Марија Драгојловић, Марта Ђекић, Урош Ђурић, Габријел Глид, Моца Јеремић, Жолт Ковач, Владимир Комад, Милица Лапчевић, Милан-Циле Маринковић, Михаел Милуновић, Бранко Миљуш, Ненад Никитовић, Коча Огњановић, Весна Опавскy, Тања Остојић, Душан Оташевић, Александар Пантић, Ивона Плескоња, Зоран Поповић, Балша Рајчевић, Александар Срб, Миодраг Стајчић, Миодраг Станковић, Нина Станковић, Јованка Станојевић, Милица Стојковић, Радивоје Лала Суботички, Милан Тепавац-Тарин, Предраг-Пеђа Терзић, Нина Тодоровић, Раша Тодосијевић, Филип Трнавац, Асја Васиљев, Марија Васиљев, Селена Вицковић и Југослав Влаховић.
- Ђурић Урош - Беспредметни аутономизам, комбинована техника, 1998, 21 x 29 цм
- Јевтић Александар - Без назива, цртеж, 2013, 45 x 45 цм
- Ковач Жолт - Бекгемон (Backgammon), дигитална графика, 2011, 50 х 50 цм
- Марковић Марко - Имагинабилни орган, МДФ плоча, графитна оловка, 2008, 180 х 250 цм
- Пикамус Федерико Конти - ХОСПЕС, дигитална графика, 2011, 50 x 70 цм
- Поповић Зоран - Сцена из школе за за цртање и вајање у Шуматовачкој, Београд, линорез 13